# Eduardo Nascimento
Pour les articles homonymes, voir Nascimento.
Eduardo Nascimento, né le 26 juin 1944 à Louanda (alors en Angola portugais) et mort à Lisbonne le 22 novembre 2019, est un chanteur angolo-portugais.
Il est notamment connu pour avoir représenté le Portugal au Concours Eurovision de la chanson 1967 à Vienne avec la chanson O vento mudou et pour également avoir été le premier chanteur noir à avoir participé à l'Eurovision.

## Biographie
Chef de l’ensemble angolais Os Rocks, Eduardo Nascimento a participé à l’un des concours de musique yéyé qui s’est tenu au Monumental Theatre de Lisbonne.
En 1967, il est devenu permanent avec le thème The Wind Changed, gagnant du festival de la chanson RTP. La chanson devait représenter le Portugal au concours Eurovision de la chanson, tenu à Vienne, prenant la 12e place (anciennement avec la Finlande) sur 17 pays. Eduardo Nascimento a été l’un des premiers artistes d’ascendance africaine à faire son entrée sur la scène de l’Eurovision, aux côtés de Milly Scott, représentant des Pays-Bas en 1966. Le thème serait réécrit par les Delfins (en), Adelaide Ferreira et l'UHF.
Avec The Rocks, Nascimento a également enregistré deux EP, l’un en 1967 (Decca Pep 1173), avec les morceaux Wish I May, J’ai mis un sort sur vous, The Piper Piper et Un seul tel que vous ; le second en 1968 (Decca Pep 1233) avec Do not Blame Me, Avec vos mains, Hold My Hand et Hold Something Gotten Of My Heart. Le chanteur a continué à se produire avec Os Rocks jusqu'en 1969, date à laquelle il est retourné en Angola et a abandonné sa carrière musicale. Il a ensuite rejoint TAP Air Portugal et d'autres compagnies aériennes africaines.
Il est décédé le 22 novembre 2019, victime d'une longue maladie.